# Champions Trophy vrouwen 1987
De Champions Trophy voor vrouwen werd in 1987 gehouden in het Nederlandse Amstelveen. Het toernooi werd gehouden van 21 tot en met 28 juni in het Wagener-stadion. De Nederlandse vrouwen wonnen deze eerste editie. Deelnemende landen waren Australië, Canada, Groot-Brittannië, gastland Nederland, Nieuw-Zeeland en Zuid-Korea. 
Tegelijkertijd werd in Amstelveen ook het mannentoernooi afgewerkt..

## Uitslagen
| Team             | GS | W | G | V | DV | DT | DS  | Ptn |
| ---------------- | -- | - | - | - | -- | -- | --- | --- |
| Nederland        | 5  | 5 | 0 | 0 | 21 | 3  | +18 | 10  |
| Australië        | 5  | 3 | 1 | 1 | 15 | 6  | +9  | 7   |
| Zuid-Korea       | 5  | 2 | 1 | 2 | 14 | 10 | +4  | 5   |
| Canada           | 5  | 2 | 1 | 2 | 8  | 9  | -1  | 5   |
| Groot-Brittannië | 5  | 1 | 1 | 3 | 6  | 7  | -1  | 3   |
| Nieuw-Zeeland    | 5  | 0 | 0 | 5 | 1  | 30 | -29 | 0   |

| 21 juni 1987 11:00 |       |           |                                                                   |
| Nieuw-Zeeland      | 0 – 8 | Australië | Scheidsrechters: Yolande Mohlmann (NED) Christiane Asselman (BEL) |
|                    |       |           | Scheidsrechters: Yolande Mohlmann (NED) Christiane Asselman (BEL) |

| 21 juni 1987 13:00 |       |        |                                                            |
| Zuid-Korea         | 4 – 0 | Canada | Scheidsrechters: Brigit de Vries (NED) Jane Hadfield (AUS) |
|                    |       |        | Scheidsrechters: Brigit de Vries (NED) Jane Hadfield (AUS) |

| 21 juni 1987 15:00 |       |                  |  |
| Nederland          | 4 – 0 | Groot-Brittannië |  |
|                    |       |                  |  |

| 22 juni 1987 13:00 |       |                  |                                                               |
| Nieuw-Zeeland      | 0 – 5 | Groot-Brittannië | Scheidsrechters: Brigit de Vries (NED) Margaret Lanning (CAN) |
|                    |       |                  | Scheidsrechters: Brigit de Vries (NED) Margaret Lanning (CAN) |

| 22 juni 1987 15:00 |       |        |                                                               |
| Nederland          | 4 – 1 | Canada | Scheidsrechters: Corinne Pritchard (NZL) Jane Robertson (GBR) |
|                    |       |        | Scheidsrechters: Corinne Pritchard (NZL) Jane Robertson (GBR) |

| 23 juni 1987 15:00 |       |           |                                                                |
| Zuid-Korea         | 1 – 3 | Australië | Scheidsrechters: Yolande Mohlmann (NED) Margaret Lanning (CAN) |
|                    |       |           | Scheidsrechters: Yolande Mohlmann (NED) Margaret Lanning (CAN) |

| 24 juni 1987 15:00 |       |        |                                                         |
| Nieuw-Zeeland      | 0 – 5 | Canada | Scheidsrechters: Jane Hadfield (AUS) Laure Lawton (FRA) |
|                    |       |        | Scheidsrechters: Jane Hadfield (AUS) Laure Lawton (FRA) |

| 24 juni 1987 17:00 |       |           |                                                                    |
| Groot-Brittannië   | 0 – 1 | Australië | Scheidsrechters: Corinne Pritchard (NZL) Christiane Asselman (BEL) |
|                    |       |           | Scheidsrechters: Corinne Pritchard (NZL) Christiane Asselman (BEL) |

| 24 juni 1987 19:00 |       |            |                                                                |
| Nederland          | 5 – 0 | Zuid-Korea | Scheidsrechters: Solobrar Hernandez (ESP) Jane Robertson (GBR) |
|                    |       |            | Scheidsrechters: Solobrar Hernandez (ESP) Jane Robertson (GBR) |

| 25 juni 1987 17:00 |       |               |                                                                |
| Nederland          | 4 – 0 | Nieuw-Zeeland | Scheidsrechters: Jane Hadfield (AUS) Christiane Asselman (BEL) |
|                    |       |               | Scheidsrechters: Jane Hadfield (AUS) Christiane Asselman (BEL) |

| 26 juni 1987 09:00 |       |                  |                                                                 |
| Zuid-Korea         | 1 – 1 | Groot-Brittannië | Scheidsrechters: Margaret Lanning (CAN) Corinne Pritchard (NZL) |
|                    |       |                  | Scheidsrechters: Margaret Lanning (CAN) Corinne Pritchard (NZL) |

| 26 juni 1987 11:00 |       |           |                                                                 |
| Canada             | 1 – 1 | Australië | Scheidsrechters: Brigit de Vries (NED) Solobrar Hernandez (ESP) |
|                    |       |           | Scheidsrechters: Brigit de Vries (NED) Solobrar Hernandez (ESP) |

| 27 juni 1987 11:00 |       |            |                                                            |
| Nieuw-Zeeland      | 1 – 8 | Zuid-Korea | Scheidsrechters: Yolande Mohlmann (NED) Laure Lawton (FRA) |
|                    |       |            | Scheidsrechters: Yolande Mohlmann (NED) Laure Lawton (FRA) |

| 27 juni 1987 13:00 |       |        |                                                            |
| Groot-Brittannië   | 0 – 1 | Canada | Scheidsrechters: Brigit de Vries (NED) Jane Hadfield (AUS) |
|                    |       |        | Scheidsrechters: Brigit de Vries (NED) Jane Hadfield (AUS) |

| 27 juni 1987 15:00 |       |           |                                                                |
| Nederland          | 4 – 2 | Australië | Scheidsrechters: Solobrar Hernandez (ESP) Jane Robertson (GBR) |
|                    |       |           | Scheidsrechters: Solobrar Hernandez (ESP) Jane Robertson (GBR) |

## Selecties
Australië
1. Kathleen Partridge (gk)
2. Elspeth Clement
3. Liane Tooth
4. Tracey Belbin
5. Kerrie Richards
6. Michelle Capes
7. Sandra Pisani
8. Debbie Bowman

1. Lee Capes
2. Kim Small
3. Sharon Buchanan
4. Jackie Pereira
5. Loretta Dorman
6. Rechelle Hawkes
7. Fiona Simpson
8. Maree Fish (gk)

- Bondscoach

Brian Glencross
- Assistent: Peter Freitag
- Manager: Yvonne Parsons
- Fysio: Phil Bedlington
- Arts: Tony Galvin

 Canada
1. Sharon Bayes (gk)
2. Wendy Baker (gk)
3. Deb Covey
4. Lisa Lyn
5. Laura Branchaud
6. Sandra Levy
7. Kathryn MacDougal
8. Sara Ballantyne

1. Danielle Audet
2. Shona Schleppe
3. Michelle Conn
4. Liz Czenczek
5. Maria Cuncannon
6. Nancy Charlton
7. Jody Blaxland
8. Sharon Creelman

- Bondscoach

Marina van der Merwe
- Manager: Mary Cicinelli
- Fysio: Mary Young
- Arts: Mike Clarfield

 Groot-Brittannië
1. Jill Atkins
2. Wendy Banks (gk)
3. Gill Brown
4. Karen Brown
5. Mary Cheetham
6. Julie Cook (gk)
7. Vickey Dixon
8. Wendy Fraser

1. Barbara Hambly
2. Caroline Jordan
3. Violet McBride
4. Moira McLeod
5. Caroline Rule
6. Gill Messenger
7. Kate Parker
8. Alison Ramsey

- Bondscoach

Dennis Hay
- Manager: Ann Ferguson
- Fysio: Lyn Booth

 Nederland
1. Det de Beus (gk)
2. Yvonne Buter (gk)
3. Terry Sibbing
4. Laurien Willemse
5. Marjolein Eijsvogel
6. Lisanne Lejeune
7. Carina Benninga
8. Marjolein de Leeuw

1. Maryse Abendanon
2. Marieke van Doorn
3. Sophie von Weiler
4. Aletta van Manen
5. Noor Holsboer
6. Helen van der Ben
7. Martine Ohr
8. Anneloes Nieuwenhuizen

- Bondscoach

Gijs van Heumen
- Manager: Cora de Wilde
- Fysio: Henk-Willem van der Kamp
- Arts: Bob Klicks

 Nieuw-Zeeland
1. Leanne Rogers (gk)
2. Marie Corcoran (gk)
3. Mary Clinton
4. Robyn McDonald
5. Helen Littleworth
6. Kathy Paterson
7. Trudy Kilkolly
8. Cindy Reriti

1. Robyn Toomey
2. Chris Arthur
3. Anna Symes
4. Sue Furmage
5. Jane Martin
6. Maree Flannery
7. Judith Soper
8. Donna Flannery

- Bondscoach

Pat Barwick
- Manager: Marion Pink
- Fysio: Marion Thogersen

 Zuid-Korea
1. Kim Mi-Sun (gk)
2. Han Ok-Kyung
3. Kim Mi-Ja
4. Choi Young-Ja
5. Choi Choon-Ok
6. Kim Soon-Deok
7. Chung Sang-Hyun
8. Jin Won-Sim

1. Hwang Keum-Sook
2. Cho Ki-Hyang
3. Seo Kwang-Mi
4. Park Soon-Ja
5. Kim Young-Sook
6. Seo Hyo-Sun
7. Lim Kye-Sook
8. Chung Eun-Kyung (gk)

- Bondscoach

You Young-Chae
- Manager: Park Young-Jo
- Fysio: Kwak Jung-Goo
- Arts: Ha Kwon-Ik

## Scheidsrechters
- Yolande Mohlmann
- Christiane Asselman
- Jane Hadfield

- Brigit de Vries
- Margaret Lanning
- Corinne Pritchard

- Jane Robertson
- Laure Lawton
- Solobrar Hernandez

## Topscorers
- In onderstaand overzicht zijn alleen de speelsters opgenomen met vijf of meer treffers achter hun naam.

| № | Naam                | Land       | Goals |
| - | ------------------- | ---------- | ----- |
| 1 | Lim Kye-Sook        | Zuid-Korea | 8     |
| 2 | Jackie Pereira      | Australië  | 7     |
| 3 | Marjolein Eijsvogel | Nederland  | 5     |
|   | Lisanne Lejeune     | Nederland  | 5     |

## Eindrangschikking
| rang   | land             |
| ------ | ---------------- |
| Goud   | Nederland        |
| Zilver | Australië        |
| Brons  | Zuid-Korea       |
| 4      | Canada           |
| 5      | Groot-Brittannië |
| 6      | Nieuw-Zeeland    |

Mannen:
Lahore 1978 ·
Karachi 1980 ·
Karachi 1981 ·
Amstelveen 1982 ·
Karachi 1983 ·
Karachi 1984 ·
Perth 1985 ·
Karachi 1986 ·
Amstelveen 1987 ·
Lahore 1988 ·
Berlijn 1989 ·
Melbourne 1990 ·
Berlijn 1991 ·
Karachi 1992 ·
Kuala Lumpur 1993 ·
Lahore 1994 ·
Berlijn 1995 ·
Chennai 1996 ·
Adelaide 1997 ·
Lahore 1998 ·
Brisbane 1999 ·
Amstelveen 2000 ·
Rotterdam 2001 ·
Keulen 2002 ·
Amstelveen 2003 ·
Lahore 2004 ·
Chennai 2005 ·
Barcelona 2006 ·
Kuala Lumpur 2007 ·
Rotterdam 2008 ·
Melbourne 2009 ·
Mönchengladbach 2010 ·
Auckland 2011 ·
Melbourne 2012 ·
Bhubaneswar 2014 ·
Londen 2016 ·
Breda 2018
Vrouwen:
Amstelveen 1987 ·
Frankfurt 1989 ·
Berlijn 1991 ·
Amstelveen 1993 ·
Mar del Plata 1995 ·
Berlijn 1997 ·
Brisbane 1999 ·
Amstelveen 2000 ·
Amstelveen 2001 ·
Macau 2002 ·
Sydney 2003 ·
Rosario 2004 ·
Canberra 2005 ·
Amstelveen 2006 ·
Quilmes 2007 ·
Mönchengladbach 2008 ·
Melbourne 2009 ·
Nottingham 2010 ·
Amstelveen 2011 ·
Rosario 2012 ·
Mendoza 2014 ·
Londen 2016 ·
Changzhou 2018